# Chuyến bay 115 của Japan Airlines
Chuyến bay 115 của Japan Airlines (JL115 /JAL115) là một chuyến bay nội địa từ sân bay quốc tế Tokyo đến sân bay quốc tế Itami, tỉnh Osaka. Chiếc máy bay bị hỏng đuôi khi hạ cánh xuống Itami, được sửa chữa không chính xác dẫn đến một tai nạn thảm khốc trên chuyến bay tiếp theo 10 ngày, 2 tháng và 7 năm sau đó.

## Sự cố dập đuôi
Vào ngày 2 tháng 6 năm 1978, một chiếc Boeing 747SR của Japan Airlines, đăng ký JA8119, khai thác chuyến bay 115, đang thực hiện cách tiếp cận ILS vào đường băng 32L tại sân bay Itami nhưng gặp một sự cố khi hạ cánh. Các phi công kéo mũi lên, gây ra đuôi đập xuống mặt đường băng. Không có trường hợp tử vong nhưng có 25 người bị thương (23 người bị thương nhẹ và 2 người bị thương nặng). Đuôi máy bay bị nứt mở vách ngăn áp lực phía sau. Các thiệt hại đã được sửa chữa bởi các kỹ thuật viên của Boeing và máy bay đã được đưa trở lại phục vụ.

## Sửa chữa không đúng cách và tai nạn

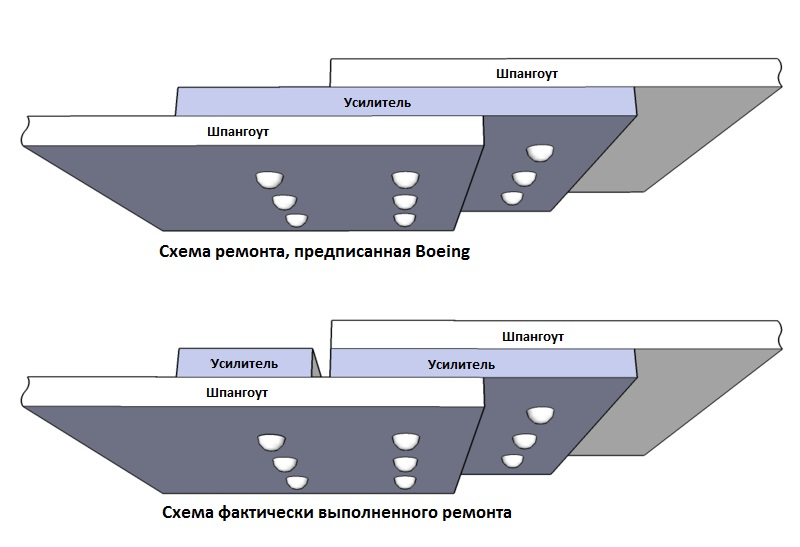
Tấm nối chính xác (trên) và không chính xác (dưới)

Vào ngày 12 tháng 8 năm 1985, 7 năm sau sự cố đuôi, JA8119 đang phục vụ chuyến bay 123 trên cùng tuyếnHaneda đến Itami. Khi cất cánh khỏi Haneda, 12 phút sau chuyến bay (18:24), việc sửa chữa đuôi máy bay đã thất bại thảm hại. Vách ngăn phía sau nổ tung, bộ ổn định dọc bị xé toạc và tất cả các hệ thống thủy lực bị tê liệt, khiến chiếc 747 mất kiểm soát. Và 32 phút sau (18:56), chiếc 747 đã rơi xuống núi Takamagahara gần Ueno, tỉnh Gunma, cách Tokyo 100 km về hướng Bắc, giết chết 520 trong số 524 người trên máy bay. Đây là vụ tai nạn máy bay đơn lẻ thảm khốc nhất trong lịch sử.
Cuộc điều tra vụ tai nạn cho thấy phần đuôi từ năm 1978 đã được sửa chữa không đúng cách. Thông số kỹ thuật của Boeing cho vách ngăn bị hư hỏng cần một tấm mối nối liên tục với 3 hàng đinh tán nhưng các kỹ thuật viên của Boeing tiến hành sửa chữa thay thế hai tấm mối nối không liên tục, đặt song song với khớp. Việc kiểm tra sau sửa chữa của JAL đã không phát hiện ra khuyết điểm vì nó được bao phủ bởi các tấm chồng lên nhau.
Trong một sự cố không liên quan vào ngày 19 tháng 8 năm 1982, trong khi dưới sự kiểm soát của cơ phó, JA8119 đã phải chịu một cuộc hạ cánh xuống đường băng đầy nguy hiểm khi hạ cánh xuống căn cứ không quân Chitose trong tầm nhìn kém. Điều này đã được sửa chữa thành công và máy bay một lần nữa trở lại phục vụ. Sự cố này không góp phần gây ra tai nạn chuyến bay 123 của Japan Airlines sau này .